# Leucania curvilinea
Leucania curvilinea là một loài bướm đêm trong họ Noctuidae.